# Sakralna arhitektura romantizma u Hrvatskoj
Romantizam u
arhitekturi Hrvatske još nazivamo romantičnim ili ranim historicizmom, a
postaje aktualan pedesetih i šezdesetih godina 19. stoljeća. Na
arhitekturu romantizma, koju karakterizira eklekticizam, odnosno miješanje različitih neostilova te fascinacija poviješću i egzotikom, uvelike su djelovali političke i socijalne prilike. To je vrijeme u Hrvatskoj, što se tiče politike i pitanja statusa države, veoma turbulentno. U skladu s tim,  hrvatski arhitekti kao pravi romantičari bježali su u prošlost od neugodne svakidašnjice i poigravali su se povijesnim stilovima. Na arhitekturu romantizma utjecali su i trendovi iz Europe te najava novog doba koje je donosilo napredak, ali istovremeno i nostalgiju za prošlim, humanijim  vremenima. 

## Politički i kulturni kontekst
Druga polovica 19. stoljeća u Hrvatskoj započela je ukidanjem feudalnih odnosa zahvaljujući banu Jelačiću što dovodi do društveno-političke i gospodarske promjene te svojevrsne modernizacije. No, put prema modernom dobu u Hrvatskoj je započeo centralizacijom nametnutom od novoga vladara. Nakon revolucije 1848. godine, koja se iz Francuske proširila u mnoge europske gradove, Josip Jelačić postavljen je za bana Hrvatske. Krajem te iste godine na čelo Habsburške Monarhije dolazi Franjo Josip I. i već 1849. godine nameće ustav, koji je sukladno tome prozvan oktroirani. Par godina nakon toga, 1851. godine ukinut je te je uveden apsolutizam, koji je nazivan Bachovim apsolutizmom prema ministru unutarnjih poslova Aleksandru Bachu. Bio je to zapravo apsolutizam
samoga vladara i sve naredbe dolazile su direktno s dvora. Tako je ukinuto Bansko vijeće, a umjesto Banskog vijeća osnovana je Banska vlada na čelu s Jelačićem, no svejedno su se, sukladno karakteru apsolutizma, sve modernizacijske reforme  provodile prema nalozima iz centra, odnosno Beča. Provođenje (nasilne) germanizacije očitovalo se u odlukama proglašavanja njemačkog jezika službenim, ukidanju dotadašnjih županija i uvođenju austrijske podjele na pet okružja, zabranom isticanja nacionalnih simbola poput hrvatske zastave i grba, zabranom izdavanja časopisa Neven kao i uhićenjima njegovih urednika, progonom Eugena Kvaternika, itd. 
Unatoč mnogobrojnim nedaćama koje su zadesile Hrvatsku u vrijeme uvođenja apsolutističke vlasti u Monarhiji, dogodile su se i pozitivne stvari za hrvatski narod. Tako se 1850. godine Zagreb ujedinio u jednu gradsku cjelinu i time službeno postao glavnim gradom Hrvatske. Zatim je, također zahvaljujući Jelačiću, 1852. godine za vrijeme Jurja Haulika Zagrebačka biskupija postala nadbiskupijom. Također, dolazi i do razvoja na području gospodarstva, kulture i školstva pa tako Zagrebačka akademija dobiva status fakulteta (Pravoslovna akademija), a osnovano je i Društvo za povjesnicu jugoslavensku (prvo društvo hrvatskih povjesničara).
Kraj apsolutizma označila je Listopadska povelja koju je 1860. godine donio Franjo Josip I., a kojom vraća ustavno stanje i sazivanje sabora. Nakon smrti Jelačića 1859. godine, za bana je postavljen Josip Šokčević, koji je uveo hrvatski jezik u javnu uporabu. Doba nakon apsolutizma naziva se utemeljiteljsko doba ili Gründerzeit. Tada će romantičarski nastrojeni ilirizam biti zamijenjen  političkim rješavanjem praktičnih problema u
svrhu organiziranja Hrvatske kao moderne države, a koji će potrajati do 1895. godine kada Iso Kršnjavi odlazi s mjesta predstojnika Odjela za bogoštovlje i nastavu. Godine 1861. sastao se Hrvatski sabor na kojem je, između ostaloga, odlučeno da će Hrvatska ući u državno-pravni savez s Ugarskom, ali samo pod uvjetom da se Hrvatskoj prizna državnopravna individualnost i teritorijalna cjelovitost. Ovaj je Sabor imao bitnu ulogu u
daljnjoj modernizaciji Hrvatske, jer su na njemu položeni temelji modernog gospodarskog  i poglavito kulturnog razvitka, za koji se uostalom zalagao i hrvatski narodni preporod. 
Tako je na Saboru 1861. godine potaknuto i dovršeno osnivanje narodnih ustanova kulture i prosvjete, kao npr. Kazalište, Sveučilište i buduća Akademija znanosti i Narodni muzej. Što se pak gospodarstva tiče, u to vrijeme se postupno uvode parni strojevi, razvija se drvna i prehrambena industrija, Gospodarsko društvo uz pomoć svog glasila i organiziranjem izložbi radi na unapređenju poljodjelstva, razvija se pomorstvo i grade se željezničke pruge (Zagreb je po prvi puta direktno povezan s Grazom, Bečom, Ljubljanom i Trstom). Još jedan dokaz gospodarskog razvoja bila je i gospodarska međunarodna izložba (dalmatinsko-hrvatsko-slavonska) održana u Zagrebu 1864. godine, iz čijeg se kataloga vidi da je tada u Hrvatskoj postojao znatni broj istaknutih  trgovačkih poduzetnika. 
Nakon raspuštanja Sabora 1861. godine i dalje su trajale rasprave o unutarnjem ustrojstvu Habsburške Monarhije. Od 1867. nova država nazivala se Austro-Ugarskom, a sastojala se od Carevine Austrije i Kraljevine Ugarske. Ono što ih je povezivalo bio je vladar, vojska, diplomacija i vanjska trgovina, dok je sve ostalo bilo podijeljeno. Godine 1868. oformljena kraljevinska delegacija otišla je u Peštu, gdje je sklopila Hrvatsko-ugarsku nagodbu. Tom  nagodbom Hrvatska je dobila poseban Hrvatski sabor, vladu, bana i unutarnje poslove (bogoštovlje, nastavu i pravosuđe), dok je sve drugo zajedničko (financije, vanjska trgovina, trgovina i narodna obrana) te o tome brinu zajednička ministarstva i zajednički Sabor, gdje je Hrvatska imala svoje predstavnike. Ovim dogovorom je Hrvatska ostala zakinuta na važnim područjima poput financija, ali su joj priznate granice, cjelokupnost teritorija, zastava, grb, te hrvatski jezik kao službeni.

## Romantizam - opće stanje duha
U pedesetim i šezdesetim godinama 19. stoljeća politička situacija u Hrvatskoj bila je očito veoma kompleksna, što se odražavalo i na društvo. Iako u ostatku Europe već pomalo minuli romantičarski duh, u Hrvatskoj je bio veoma prisutan, pogotovo pedesetih godina i u prvoj polovici šezdesetih. Ugroženi hrvatski identitet i teška situacija u državi poticali su intelektualce da sukladno romantičarskoj praksi, bježe u idealne svjetove, svjetove likova iz knjiga i prošla vremena, buneći se tako protiv sve više industrijalizirane svakodnevice. U zemljama zapadne Europe, poput Francuske, Njemačke i Engleske, arhitektura je, osim vizualizacije romantičarske fascinacije prošlošću, bila i odraz buđenja nacionalne svijesti. Naime, u 19. stoljeću kada je formirana većina danas postojećih država, bilo je vrlo važno pokazati kontinuitet kulture i identiteta pojedinog naroda, te su arhitekti u skladu s tim posezali za srednjovjekovnim stilovima poput romanike i gotike. Romantizam u arhitekturi Hrvatske možda nije bio dio programa buđenja nacionalne svijesti, ali je zasigurno bio znak duha vremena.
Historicizam općenito, pa tako i onaj romantični, prečesto se povezuje s traganjem neke nacije za korijenima svoje kulture. On je sveobuhvatniji od toga, on pokazuje revaloriziranje povijesnih stilova, te svojevrsnu nostalgiju, ali ne u patetičnom smislu, već u smislu poštovanja povijesti, koju su iskazivali osebujnim interpretacijama, a koje su možda najbolje bile vidljive upravo u arhitekturi. 
Tako romantični historicizam u Europi počinje ranije nego kod nas, te se u Engleskoj revival gotike javlja već sredinom 18. stoljeća, a u Njemačkoj sedamdesetih godina istog stoljeća. U Hrvatskoj je
situacija nešto drukčija pa je u to vrijeme uz neogotiku prisutan i klasicizam, a zatim će aktualna postati talijanska i sjevernjačka renesansa, kao i elementi romaničke i bizantske umjetnosti. Sukladno samom terminu historicizam, u tom razdoblju u središtu pažnje umjetnosti je povijest, a pogotovo razdoblje srednjeg vijeka i fascinacija ondašnjom zajednicom na koju se gleda kao na paradigmu življenja. Jedan od najpoznatijih zagovaratelja povratku društvenim odnosima i umjetnosti srednjega vijeka bio je A. W. Pugin (1812. – 1852.), koji u svom poznatom djelu  Contrasts iz 1836. godine uspoređuje srednjovjekovno naselje 14. i 15. stoljeća s industrijskim gradovima, koji su izgubili povezanost s prirodom te time i svoju čar. Svojevrsni strah od novog, modernog doba industrijske proizvodnje i otuđenja, pokušavao se anulirati gradeći funkcionalne zgrade, poput tvornica, hala i kolodvora, u stilovima prošlosti.

## Obnova katoličke duhovnosti u romantizmu
U skladu s težnjom obnavljanja srednjovjekovne kulture i romantičarke opsesije onostranim i mističnim, bila je i obnova katoličke duhovnosti u 19. stoljeću. Bio je to donekle i način obrane od nadolazeće ere koja je ozbiljno prijetila novim izumima i strojevima., a sve intenzivnija industrijalizacija i modernizacija utjecali su na otuđenje ljudi. Zato je bijeg od surove realnosti bila i religija. Duhovna i religijska obnova u 19. stoljeću značila je i poseban pristup  sakralnoj arhitekturi, što je u Hrvatskoj, kao i u Europi, vidljivo po intenzivnijoj gradnji i obnovi sakralnih objekata. Konkordat sklopljen između Svete Stolice i Austrije u Hrvatskoj je
doprinio izgradnji sakralnih objekata, a istovremena obnova marijanskog kulta rezultirala je većim brojim vjernika, pogotovo u hodočasničkim mjestima. Zanimljivo je da se više gradi i obnavlja u manjim mjestima i selima, dok
gradnja uvelike ovisi o doprinosima župljana te sredstvima javnog i privatnog patronata.   
Što se tiče neostilova u kojima su građene crkve, gotika je najzanimljivija, jer se provlači i kroz druge neostilove, pa makar samo u dekoraciji. Neogotičke crkve su obično jednobrodne ili trobrodne građevine s poligonalnim svetištem i kontraforama, odnosno potpornjacima, koji su za razliku od onih iz srednjega vijeka, uglavnom dekorativni element, odnosno karakteristika stila. Graditeljima romantizma je pogotovo važan toranj, kojeg nastoje što više istaknuti, a među boljim primjerima je Kleinova crkva u Molvama čiji je toranj visok čak 47,4 metra, dok su za grad najkarakterističnije dvotoranjske crkve. Jedan od ljepših primjera neogotike u arhitekturi romantizma u Hrvatskoj je župna crkva Sv. Antuna Padovanskog u Voloderu. 

### Župna crkva Sv. Antuna Padovanskog u Voloderu
Neogotička crkva Sv. Antuna Padovanskog u moslavačkom selu Voloder karakteristična je po svojoj jednostavnoj, ali elegantnoj interpretaciji gotike. Gradnja je započela 1861., a crkva je  posvećena 1863. godine.  Njezino podizanje financijski su poduprli Ljudevit Erdödy, župljani te vjerozakonske zaklade. Crkvu je sagradio Vjekoslav Lammer, poduzetnik iz Nove Gradiške, dok je za nadzor nad gradnjom bio zadužen Marko
Reiss.
Crkva je jednobrodna s dvjema bočnim kapelama i poligonalnim svetištem koje je od broda odijeljeno trijumfalnim lukom. Eksterijer je veoma jednostavan, ali s jasnim gotičkim elementima poput šiljatih, uskih i visokih prozorskih otvora te potpornjacima koji raščlanjuju bočne fasade. Što se tiče glavnog pročelja, najviše se ističe visoki toranj. 
Zbog velikih prozora unutrašnjost je jako osvjetljena, dok njezinu jednostavnost nadopunjava zvjezdasti svod u svetištu i rebra, koja u brodu nose polustupovi s kapitelima bez dekoracije. Od originalnog inventara ostale su sačuvane propovjedaonica i krstionica, kao i drvena ograda pjevališta i orgulje.

### Franjo Klein i Crkva Uznesenja Blažene Djevice Marije u Molvama
Klein kao predstavnik romantičnog historicizma rekapitulira u svojim građevinama nove oblike koji su se pojavili u arhitekturi Srednje Europe između 1830. i 1860. godine, pri čemu naglasak stavlja na dekorativnost. Tako plasticitetom nastoji prevladati do tada čestu i popularnu klasicističku monotonost i plošnost fasada. Njegov stil gradnje očituje se u eklekticizmu romantičnog historicizma, tj. u upotrebi i uspješnom kombiniranju više neostilova, a zanimljiva je i raznolikost tipova njegovih građevina. 
Crkva Uznesenja Blažene Djevice Marije u Molvama u Podravini, u kojoj se očituje vrlo uspješna Kleinova kombinacija neoromaničkih i neogotičkih motiva, jedna je od najzanimljivijih historicističkih građevina tzv. Rundbogenstila. Ovu crkvu iz druge polovine 19. stoljeća karakterizira izrazita vertikalnost i monumentalnost, svojstvena gotičkim katedralama, te decentna i neutralna dekorativnost specifična za romaniku. Izgrađena je 1862. godine, a svoju impozantnost «opravdava» pripadanjem marijanskim svetištima, kao i privatnim ambicijama, te donacijama samoga cara Franje Josipa I., nadbiskupa Haulika i mještana.
Na ovoj Kleinovoj crkvi vidljivo je usklađeno prožimanje neoromaničkih motiva, poput arkadnog friza i polukružno zaključenih prozora, s neogotičkim, kao što su izrazita vertikalnost, koje se očituje u visokom tornju i izduženim
prozorskim otvorima, te potpornji s tornjićima koji su na neki način hommage gotičkim fijalama. Na Kleinov projekt utjecaj je zasigurno imala J. G. Müllerova Altlerchenfeldska crva u Beču iz 1853. godine. Sličnosti između ove dvije crkve vidljive su u oblikovanju otvora te upotrebi romaničkog friza i stupića na tornju. No, Kleinova crkva Uznesenja Blažene Djevice Marije ima dva zanimljiva elementa koja crkvu čine originalnom - motiv paravana (dva uvučena pročelna krila koja nadvisuju krov broda) i stubište s terasom ispred crkve. 
Što se tiče opreme crkve, molvarska je crkva 1897. godine od Stuflessera naručila četiri reljefne predele glavnog oltara koje prikazuju starozavjetne teme, te izradu drvenih kipova sv. Florijana, sv. Barbare, sv. Roka i sv.
Lucije za glavni brod. Za oslik svetišta je bio zadužen bečki slikar, Bolléov učenik Josip Proksch (1812 – 1880), predstavnik osebujne kombinacije pučkih i inovativnih ornamentalnih uzoraka, dok je 1890. slikar Marko Antonini oslikao svod crkve, te glavni brod s 26 fresko prikaza iz Starog i Novog zavjeta.

## Utjecaj Orijenta - sinagoge
U 19. stoljeću se pojavljuje i pseudomaurski stil u arhitekturi, koji je vrhunac popularnosti dostigao sredinom stoljeća. Maurskom umjetnošću nazivamo inačicu islamske umjetnosti koja se razvila u 11. stoljeću na područjima koje su osvojili Mauri (Pirinejski poluotok, dijelovi sjeverne Afrike i Sicilije). Karakterizira ju bogata plastička dekoracija i žarke boje, a nastavlja se razvijati pod nazivom mudejar i nakon propasti arapske vlasti u Španjolskoj. Mudejar stil predstavlja spoj maurske umjetnosti s elementima romanike, gotike i renesanse, te zbog romantičarskih težnji k egzotici i orijentalnom ponovno postaje popularan u 19. stoljeću pod nazivom neomaurski stil. 
Sredinom 19. stoljeća neomaurski stil preuzimaju srednjoeuropski Židovi, koji su povezivali mudejar stil sa zlatnim dobom židovstva u srednjovjekovnoj muslimanskoj Španjolskoj, te započinju gradnju sinagoga u neomaurskom stilu koji se ubrzo proširio svijetom. Naime, Židovi tek od 19. stoljeća, kada stječu građansku ravnopravnost, imaju mogućnost razviti reprezentativni stil za svoje sinagoge. Do tada su sinagoge bile uglavnom jednostavnih kubičnih volumena, a stil su preuzimale od sredine u kojoj su građene, jer Talmud ne zadaje izgled hrama. Međutim, liturgija zahtijeva određeni raspored unutrašnjeg prostora – tako se aron ha-kodeš (sveti ormar) mora nalaziti na istočnom kraju sakralne osi  istok-zapad, koja je usmjerena prema Jeruzalemu, dok almemor (podij sa stolom na kojem se čita Tora) mora biti smješten u središtu. Vanjski izgled sinagoga postat će Židovima važan tek nakon njihove emancipacije, kako bi javno potvrdili svoj vjerski i kulturni status. Budući da
za arhitekturu sinagoga ne postoje konkretni povijesni uzori, ne preostaje joj ništa drugo nego formirati se na tradicijama drugih kultura. Tako je izabran orijentalni, točnije neomaurski stil kojim se ističe neeuropsko porijeklo
Židova, odvojenost od kršćanstva i samosvojnost. Potaknuti Ediktom o toleranciji cara Josipa II., Židovi započinju naseljavanje sjeverne Hrvatske krajem 18. stoljeća, dok je u 19. stoljeću, točnije u razdoblju historicizama, u Hrvatskoj izgrađeno oko dvadeset i pet sinagoga, i to najviše u Slavoniji. 
Razlikujemo četiri tipa sinagoga prema vanjskom izgledu: sinagoga-kuća, tripartitna sinagoga, sinagoga s dva tornja na glavnom pročelju te kupolna sinagoga. 
- Sinagoga-kuća je tip sinagoge koja prati izgled okolnih kuća s namjerom da se uklopi u ulični niz. Takve sinagoge obično su prizemnice i imaju dvostrešni krov, a primjeri ove sinagoge su prvi «Templ» u Vukovaru iz 1845., prva sinagoga u Đakovu iz 1856., sinagoga u Daruvaru iz 1860. godine i dr.
- Tripartitna sinagoga ima uzor Försterov bečki Tempelgasse iz 1858. godine kojeg karakterizira glavno pročelje koje je podijeljeno na tri dijela, pri čemu je središnje polje više i rizalitno istaknuto. Primjer ovakve sinagoge u Hrvatskoj je sinagoga u Zagrebu, koju je napravio Franjo Klein 1867. godine, te koprivnička iz 1876. godine.
- Sinagogu s dva tornja na glavnom pročelju možemo nazvati i tzv. «asimilacijskim tipom» sinagoge koji preuzima westwerk iz arhitekture crkava. Naime, ove sinagoge imaju na pročelju po par tornjeva (ne zvonika, jer oni nemaju nikakvo značenje u židovstvu), a uzor im je Försterova Dohany sinagoga u Budimpešti iz 1859. godine, pri čemu hrvatske inačice obično imaju niže i zdepastije tornjeve. Primjeri ovog tipa sinagoga u Hrvatskoj su sinagoga u Varaždinu iz 1861., Đakovu iz 1880., Požegi iz 1885. i Našicama iz 1898. godine. Zanimljiva je sinagoga u Slavonskom Brodu koja skoro u potpunosti oponaša izgled katoličke crkve.
- Kupolne sinagoge, najrjeđi tip sinagoge u Hrvatskoj, izgrađene su u gradovima pod utjecajem mađarske arhitekture, kao što su Vukovar (1889.) te Rijeka i Vinkovci, u kojima su sinagoge izgrađene početkom dvadesetog stoljeća.

Uz arhitekturu hrvatskih, kao i srednjoeuropskih sinagoga, također se veže mudejar stil koji je spoj europskog historicizma, poput neoromanike i neorenesanse, i neomaurskih elemenata, koji vuku svoje porijeklo iz istočnjačke, arapsko-islamske, venecijansko-gotičke i bizantske arhitekture. Zanimljivo je da su najljepši primjeri mujedar stila upravo sinagoge s dva tornja na zapadnom pročelju, poput onih u Varaždinu, Đakovu,
Našicama i Osijeku, pri čemu zadnje dvije krase polikromirane fasade.

### Sinagoga u Zagrebu
U Zagrebu je Židovska općina osnovana 1806., ali je tek 1855. godine odlučeno da će se graditi nova sinagoga. Sinagoga se prvotno trebala graditi na parceli koja se nalazila na uglu Trga bana Jelačića i Praške ulice, no zbog nove urbanističke preregulacije grada, židovska općina je bila primorana zamijeniti ovu parcelu s manje atraktivnom (malo niže u Praškoj ulici). Za graditelja je izabran Franjo Klein, te je izgradnja započela 1866. godine. Sinagoga pripada tipu tripartitne sinagoge, a uzor joj je Försterova u Beču, koja je bila prototip sinagoge u 19. stoljeću. Kao i Försterova, zagrebačka sinagoga je također građena u neomaurskom stilu. 
Pročelje zagrebačke sinagoge gledalo je na zapad, te je sam hram bio uvučen s obzirom na ulicu. Naime, morao je postojati predprostor, odnosno dvorište ispred same sinagoge, što je bilo određeno austrougarskim propisom, koji zabranjuje nekatoličkim crkvama javni ulaz s ulice (kao i tornjeve i zvona). Na pročelju se isticao središnji istaknuti i viši dio, dok su bočni dijelovi bili niži, što je sugeriralo trobrodni bazilikalni presjek sinagoge. Ovu podjelu pročelja na tri dijela dodatno naglašavaju stupovi koji završavaju tornjićima u obliku lanterni, te su istovremeno dio orijentalne dekoracije. Frizom je pročelje vodoravno podijeljeno u dvije zone, što Klein nije preuzeo od bečke sinagoge, kao ni sat koji se nalazi u središnjem dijelu iznad trolučnog otvora. Motiv trolučnog otvora ponovljen je i u prizemlju središnjeg dijela, dok su bočni ulazi napravljeni poput bifora. Na bočnim krilima se također nalaze i rozete u obliku četverolista. Cijelo pročelje zaključeno je vijencem koji je dekoriran u maurskom stilu, no ipak mnogo decentnije nego na Försterovoj, a na vrhu središnjeg istaknutog dijela nalazile su se zavjetne ploče.
Tlocrt joj je bio strogo simetričan, po uzoru na Försterovu, te se na zapadnoj strani nalazilo predvorje na koje se nastavljao glavni brod, a na istočnoj almemor i aron ha-kodeš. Predvorje je bilo širine glavnoga broda i 
činio ga je trijem i unutrašnji prostor, dok su stubišta s obje strane vodila na bočne galerije koje su bile za žene i na galeriju iznad ulaza na kojoj su bile postavljene orgulje. Unutrašnji prostor, odgovarajući podjeli pročelja,
bio je podijeljen na tri, dok su se iznad nalazile galerije. Bočni brodovi bili su nadsvođeni baldahinskim svodom, dok su se u srednjem nalazili kupolasti. Na istočnome kraju nalazile su se pravokutne plitke niše, s tim da je središnja bila šira i viša, jer je u njoj bio smješten aron ha-kodeš. 
Sukladno stilu u kojem je sinagoga građena, unutrašnjost je bila izuzetno raskošno uređena, pogotovo istočni dio koji je bio gotovo identičan onom u bečkoj sinagogi. Plitka niša u kojoj se nalazio aron ha-kodeš bila je zaključena bogato dekoriranim arhivoltom, koji je uokvirivao i rozetu. Rozeta je bila upisana u krug i optočena s pet medaljona koji su zapravo bili simboli Petoknjižja, odnosno Tore. Sam aron ha-kodeš bio je oblikovan kao
raskošni retabl sa zaklonjenom nišom za Toru. Mnoštvo dekora i simbola mami nas na interpretaciju, no ipak moramo imati na umu da je Klein koristio motive koji su pripadali popularnom dekorativnom inventaru sinagoga. Ipak ne smijemo umanjiti značenje simbola, koji su u židovstvu veoma bitni, pogotovo jer ono zabranjuje figuralni prikaz Boga, te je zbog toga važan  Kleinov uspjeh pri uspostavljanju ravnoteže između simbolike i dekora.
Sinagoga je do njenog rušenja 1941. godine doživjela samo jednu veću pregradnju zbog povećanja broja Židovske bogoštovne općine. Naime, 1921. godine Oton Goldscheider je pregradio istočni dio kako bi se dobilo više mjesta – tamo je nadogradio stubišta i galeriju, gdje je premjestio orgulje.

## Galerija djela
- Zagrebačka sinagoga
- Pročelje zagrebačke sinagoge kompjutorska rekonstrukcija
- Rušenje zagrebačke sinagoge 1941.
- Tlocrt zagrebačke sinagoge
- Unutrašnjost zagrebačke sinagoge
- Uzdužni presjek zagrebačke sinagoge
- Župna crkva u Molvama, 1855.